# Pavlovac (żupania karlowacka)
Pavlovac – wieś w Chorwacji, w żupanii karlowackiej, w mieście Slunj. W 2011 roku liczyła 35 mieszkańców.